# Referendum in Belgio del 1950
Il referendum sulla monarchia in Belgio del 1950 si svolse il 12 marzo 1950 per consentire il ritorno di re Leopoldo III in Belgio e il ripristino dei suoi poteri e doveri di monarca. Il ritorno sul trono fu approvato dal 57,68% dei votanti.
Il voto rivelò la netta divisione tra i due principali gruppi linguistici del paese: il 72,2% dei fiamminghi era favorevole al ritorno del sovrano, mentre il 58% dei valloni e il 52% dei residenti di Bruxelles si dichiararono contrari. Dopo sei anni di esilio, in forza dei risultati della consultazione, Leopoldo III tornò a Bruxelles il 22 luglio 1950, ma le manifestazioni “anti-leopoldiste” si moltiplicarono subito nella capitale e in Vallonia. Le tensioni tra sostenitori e oppositori del re in carica minacciarono seriamente l'unità belga, tanto che lo stesso Leopoldo III decise di abdicare ugualmente il 16 luglio 1951 in favore del figlio diciannovenne ed erede al trono Baldovino.

## Contesto
Re Leopoldo andò in esilio nel giugno 1944, quando Heinrich Himmler gli ordinò di lasciare il Belgio. Leopoldo fu tenuto prigioniero dai nazisti a Strobl, in Austria, fino all'inizio di maggio 1945, quando fu liberato dai membri del 106º Gruppo di cavalleria degli Stati Uniti. A causa dei problemi politici che circondarono il suo comportamento in tempo di guerra, il re Leopoldo rimase in esilio in Svizzera fino al 1950, mentre suo fratello il principe Carlo Teodoro, conte delle Fiandre, fu insediato come reggente dopo la liberazione nel 1944.
I cattolici, che generalmente sostenevano il ritorno del re, ottennero la maggioranza al Senato belga durante le elezioni generali del 26 giugno 1949. I cattolici formarono con i liberali un governo, che per dirimere la Questione reale indisse una Consultation populaire fissata da questo per il 12 marzo 1950. Il referendum decisionale non è consentito dalla Costituzione belga, ma lo sono le consultazioni non vincolanti a livello provinciale e locale. Leopoldo III, però, si impegnò personalmente a non tornare nel Paese a meno che almeno il 55% della popolazione fosse stata favorevole al suo ritorno.
Il leader socialista Paul-Henri Spaak si oppose all'indizione di un referendum. Previde che il voto per Leopoldo sarebbe potuto cadere tra il 55% e il 65%, senza dare alcun mandato decisivo per il ritorno del re, e che il re avrebbe portato le Fiandre e avrebbe perso la Vallonia. In tal caso, ha detto Spaak, "il governo non solo avrebbe nelle sue mani l'abdicazione o il ritorno del re, ma dovrebbe anche placare la rabbia, l'asprezza e il rancore delle Fiandre o della Vallonia".

## Quesito
Êtes-vous d'avis que le Roi Leopold III reprenne l'exercice de ses pouvoirs constitutionnels?»

## Risultati
For

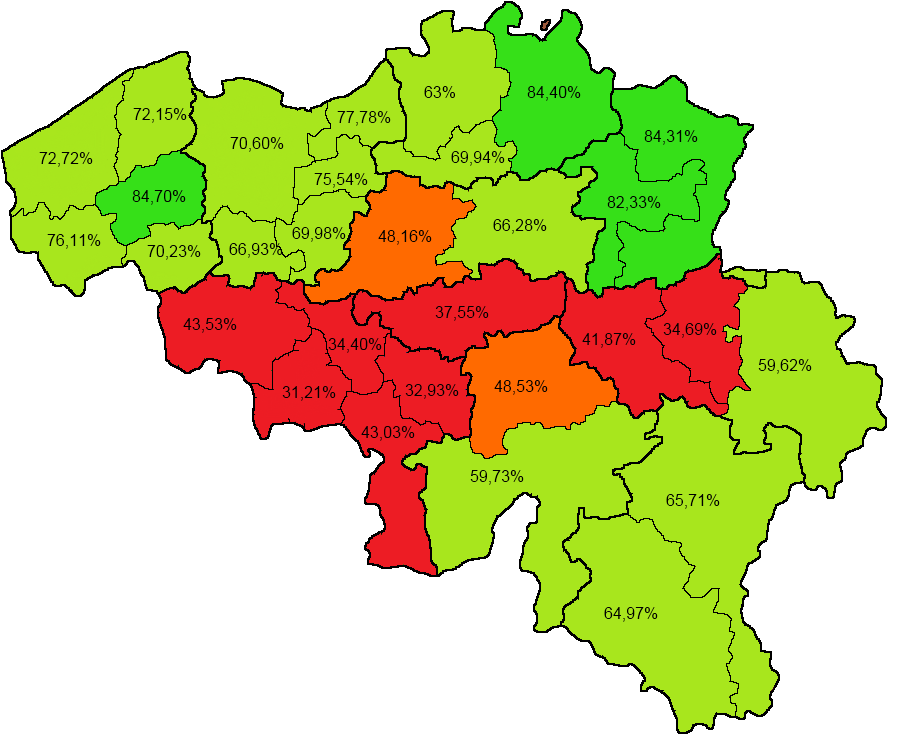
La percentuale di voti validi a favore del ritorno di Leopoldo III in ogni circoscrizione elettorale. Le aree verde scuro sono fortemente a favore, le aree verde chiaro a favore, le aree arancioni leggermente contrarie e le aree rosse contrarie.

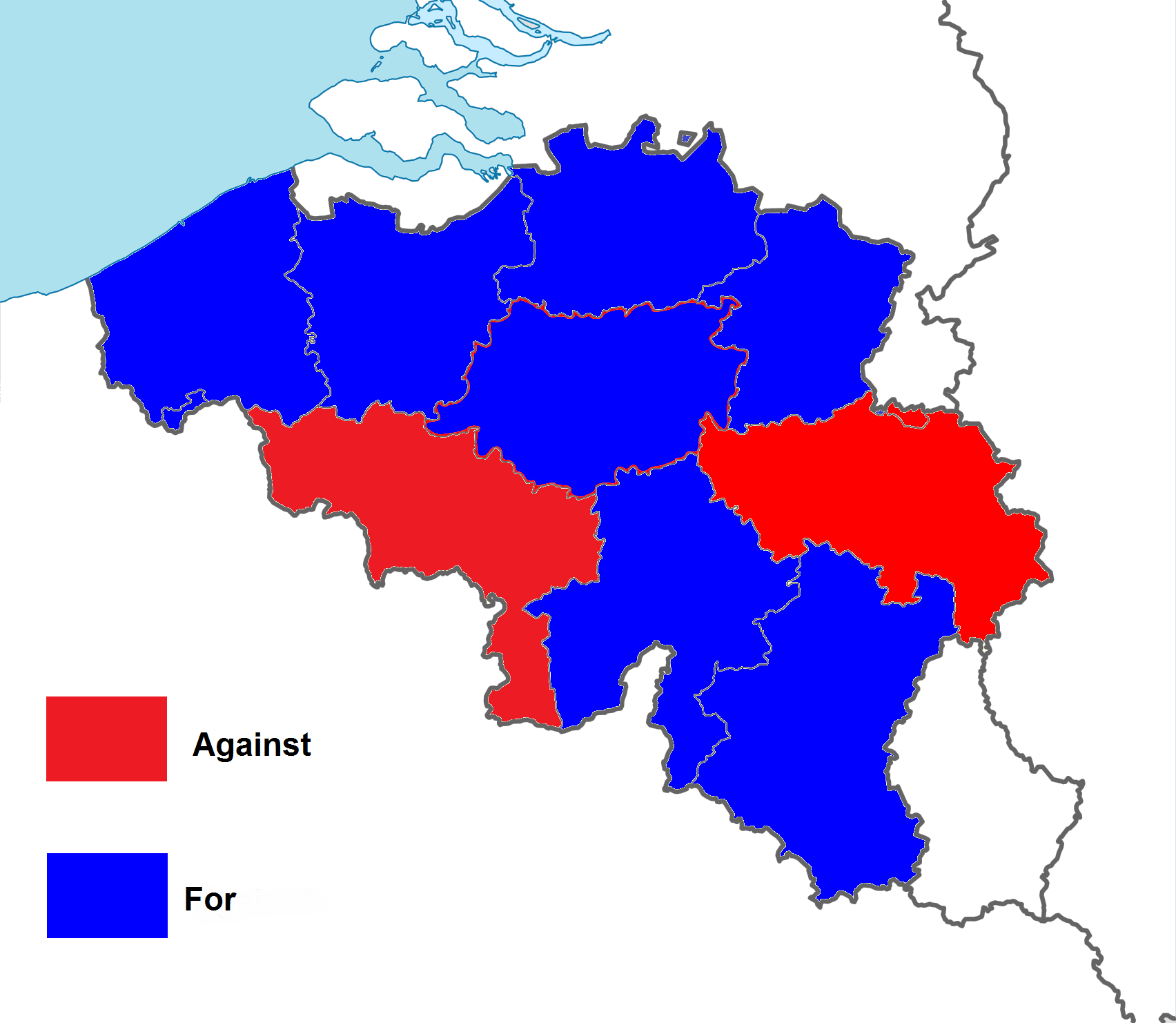
Consultazione monarchia belga 1950 risultati per provincia

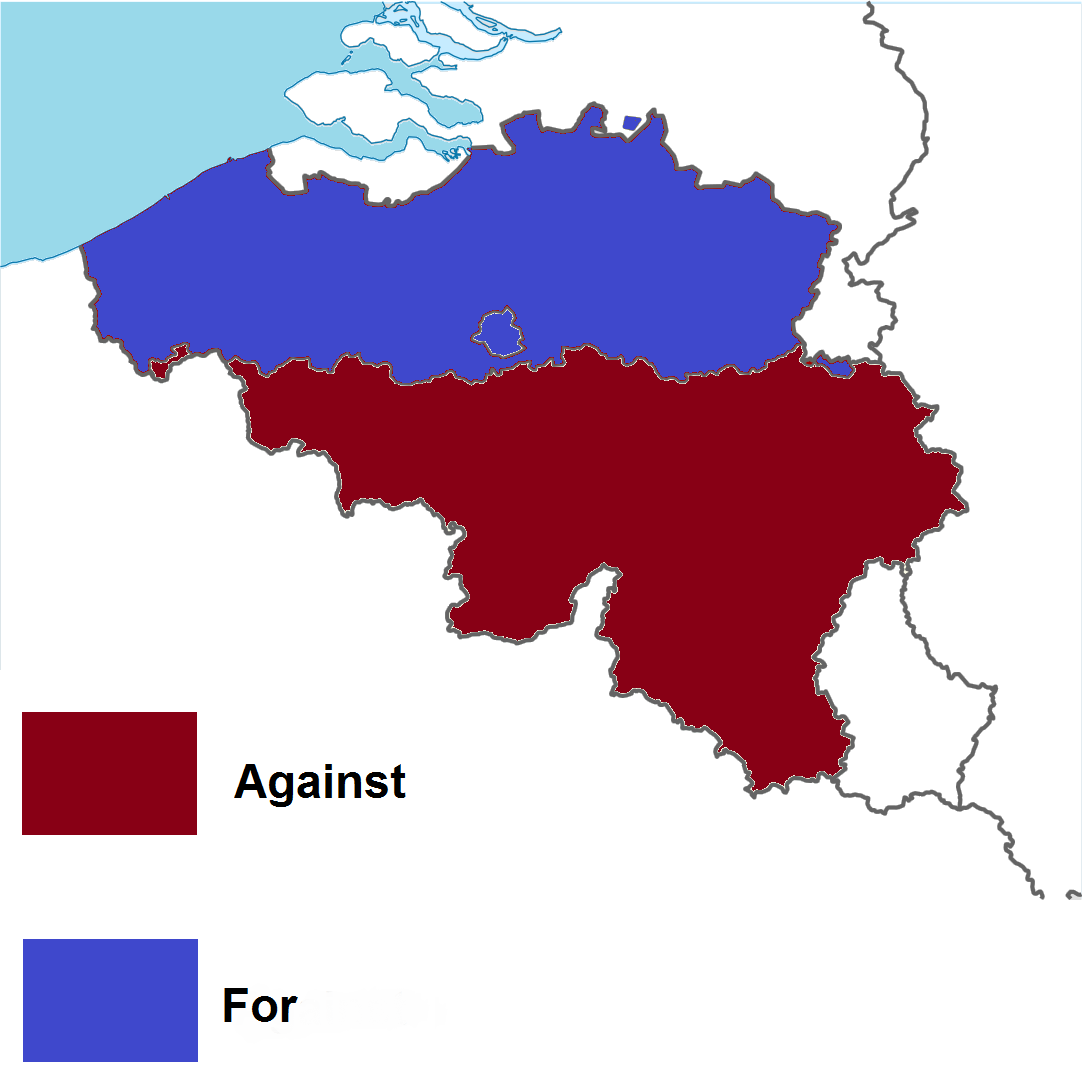
Risultati per regione.
For

La maggioranza ha votato a favore del ritorno di Leopoldo, tuttavia vi fu una netta spaccatura delle due zone etnico-linguistiche. Nelle Fiandre il 72% ha votato a favore, mentre in Vallonia il 58% ha votato contro e a Bruxelles il 52% ha votato contro.
| Scelta                                  | voti      | %     |
| --------------------------------------- | --------- | ----- |
| Sì                                      | 2.933.382 | 57.68 |
| No                                      | 2.151.881 | 42.32 |
| Schede banche/nulle                     | 151.477   | –     |
| Totale                                  | 5,236,740 | 100   |
| Elettori registrati/affluenza alle urne | 5.635.452 | 92.92 |
| Fonte: Democrazia Diretta.              |           |       |

### Per arrondissement
| Arrondissement                                   | Provincia                                        | Totale dei voti | Bianche nulle | Sì        | Sì   | No        | No   |
| Arrondissement                                   | Provincia                                        | Totale dei voti | Bianche nulle | Voti      | %    | Voti      | %    |
| ------------------------------------------------ | ------------------------------------------------ | --------------- | ------------- | --------- | ---- | --------- | ---- |
| Anversa                                          | Anversa                                          | 484,936         | 12,236        | 297,863   | 63.0 | 174,837   | 37.0 |
| Mechelen                                         | Anversa                                          | 156,099         | 3,905         | 106,450   | 69.9 | 45,744    | 30.1 |
| Turnhout                                         | Anversa                                          | 134,684         | 3,678         | 110,576   | 84.4 | 20,430    | 15.6 |
| Bruxelles                                        | Brabante                                         | 832,087         | 26,773        | 387,914   | 48.2 | 417,400   | 51.8 |
| Lovanio                                          | Brabante                                         | 197,540         | 7,530         | 125,944   | 66.3 | 64,066    | 33.7 |
| Nivelles                                         | Brabante                                         | 119,686         | 3,097         | 43,777    | 37.5 | 72,812    | 62.5 |
| Brugge                                           | Fiandre Occidentali                              | 119,573         | 3,677         | 83,623    | 72.2 | 32,273    | 27.8 |
| Veurne-Diksmuide-Ostenda                         | Fiandre Occidentali                              | 118,265         | 4,615         | 82,652    | 72.7 | 30,998    | 27.3 |
| Roeselare-Tielt                                  | Fiandre Occidentali                              | 116,945         | 3,372         | 96,196    | 84.7 | 17,377    | 15.3 |
| Kortrijk                                         | Fiandre Occidentali                              | 167,772         | 5,163         | 114,198   | 70.2 | 48,411    | 29.8 |
| Ypres                                            | Fiandre Occidentali                              | 74,101          | 3,011         | 54,109    | 76.1 | 16,981    | 23.9 |
| Gent-Eeklo                                       | Fiandre Orientali                                | 328,298         | 9,792         | 224,874   | 70.6 | 93,632    | 29.4 |
| Sint-Niklaas                                     | Fiandre Orientali                                | 111,048         | 1,833         | 84,955    | 77.8 | 24,260    | 22.2 |
| Dendermonde                                      | Fiandre Orientali                                | 97,756          | 2,150         | 72,223    | 75.5 | 23,383    | 24.5 |
| Aalst                                            | Fiandre Orientali                                | 145,994         | 2,924         | 100,130   | 70.0 | 42,940    | 30.0 |
| Oudenaarde                                       | Fiandre Orientali                                | 73,500          | 2,371         | 47,607    | 66.9 | 23,522    | 33.1 |
| Mons                                             | Hainaut                                          | 162,250         | 4,467         | 49,243    | 31.2 | 108,540   | 68.8 |
| Soignies                                         | Hainaut                                          | 103,952         | 2,565         | 34,875    | 34.4 | 66,512    | 65.6 |
| Charleroi                                        | Hainaut                                          | 268,375         | 7,209         | 86,003    | 32.9 | 175,163   | 67.1 |
| Thuin                                            | Hainaut                                          | 82,540          | 2,294         | 34,529    | 43.0 | 45,717    | 57.0 |
| Tournai-Ath                                      | Hainaut                                          | 147,992         | 4,056         | 62,661    | 43.5 | 81,275    | 56.5 |
| Liège                                            | Liegi                                            | 353,598         | 10,095        | 119,161   | 34.7 | 224,342   | 65.3 |
| Huy-Waremme                                      | Liegi                                            | 109,286         | 3,132         | 44,445    | 41.9 | 61,709    | 58.1 |
| Verviers                                         | Liegi                                            | 141,253         | 4,998         | 81,238    | 59.6 | 55,017    | 40.4 |
| Hasselt                                          | Limburgo                                         | 109,472         | 3,513         | 87,241    | 82.3 | 18,718    | 17.7 |
| Tongeren-Maaseik                                 | Limburgo                                         | 124,333         | 3,616         | 101,783   | 84.3 | 18,934    | 15.7 |
| Arlon-Marche-Bastogne                            | Lussemburgo                                      | 72,526          | 2,078         | 46,296    | 65.7 | 24,152    | 34.3 |
| Neufchâteau-Virton                               | Lussemburgo                                      | 59,223          | 1,595         | 37,443    | 65.0 | 20,185    | 35.0 |
| Namur                                            | Namur                                            | 135,600         | 3,495         | 64,112    | 48.5 | 67,993    | 51.5 |
| Dinant-Philippeville                             | Namur                                            | 88,056          | 2,237         | 51,261    | 59.7 | 34,558    | 40.3 |
| Fiandre (quattro province fiamminghe più Leuven) | Fiandre (quattro province fiamminghe più Leuven) | 2,560,316       | 73,386        | 1,790,424 | 71.0 | 696,506   | 28.0 |
| Vallonia (quattro province valloni più Nivelles) | Vallonia (quattro province valloni più Nivelles) | 1,844,337       | 51,318        | 755,044   | 42.1 | 1,037,975 | 57.9 |
| Totale                                           | Totale                                           | 5,236,740       | 151,477       | 2,933,382 | 57.7 | 2,151,881 | 42.3 |
| Fonte: Theunissen, Senato                        |                                                  |                 |               |           |      |           |      |

## Conseguenze
Il risultato ha confermato le preoccupazioni di alcuni, tra cui Spaak, che il voto non sarebbe sufficientemente decisivo in nessuna delle due direzioni e potrebbe dividere il Paese lungo linee regionali e linguistiche. Il 13 marzo, Eyskens si recò a Pregny per tentare di incoraggiare Leopoldo ad abdicare. Paul Van Zeeland e Spaak tentarono di mediare un nuovo accordo con il quale Leopold avrebbe abdicato in favore di suo figlio. Il 15 aprile 1950 Leopold annunciò di essere disposto a delegare temporaneamente la sua autorità. Molti all'interno del PSC-CVP si sono resi conto che, nonostante il risultato del referendum, la mancanza di una maggioranza parlamentare da parte del loro partito avrebbe minato la loro capacità di costruire una riconciliazione nazionale attorno al re finché i loro partner della coalizione liberale e gli oppositori socialisti non erano disposti ad accettare il ritorno del re.
Il 29 aprile 1950, il re Carlo sciolse il parlamento in attesa di nuove elezioni. La sua intenzione era probabilmente quella di impedire la formazione di un governo PSC-CVP sotto Van Zeeland, un fedele leopoldino, che avrebbe portato al ritorno del re senza ulteriori discussioni. Le successive elezioni produssero la maggioranza assoluta del PSC-CVP sia alla Camera che al Senato, e si formò un nuovo governo a partito unico sotto Jean Duvieusart. Uno dei primi atti del governo Duvieusart è stato quello di presentare un disegno di legge che ponesse fine all'"impossibilità di regnare". Il 22 luglio 1950 Leopold tornò in Belgio per la prima volta dal giugno 1944 e riprese le sue funzioni.
A seguito degli scioperi, delle proteste e dell'aumento delle violenze, che fecero temere una rivoluzione e la secessione della Vallonia, nel pomeriggio del 1º agosto 1950 Leopoldo III annunciò pubblicamente la sua intenzione di abdicare in favore del figlio maggiore Baldovino, per evitare ulteriori spargimenti di sangue. Baldovino, all'età di 19 anni, divenne reggente, con il titolo di "principe reale" l'11 agosto 1950, mentre l'abdicazione ufficiale avvenne formalmente il 16 luglio 1951.